# حسن فتحی (معمار)
حسن بن احمد فتحی (۲۳ مارس ۱۹۰۰ – ۳۰ نوامبر ۱۹۸۹) مهندس معماری مصری بود که در کاهگل‌سازی و خانه‌سازی برای مستمندان سرآمد بود. از دانشکدهٔ هندسهٔ دانشگاه قاهره فارغ‌التحصیل شد. استاد دانشکدهٔ هنرهای زیبا و دانشگاه الازهر انتخاب شد. کارشناس و رایزن وزارت نقشه‌برداری در پادشاهی عمان، رایزن اسکان سازمان ملل متحد از سمت‌های اوست. جایزهٔ تقدیری دولت در هنر، جایزه بهترین مهندس جهان و جایزه آقاخان را نیز گرفت. بنای مستمندان (عمارة الفقراء) اثر برجستهٔ اوست. کتابخانهٔ شخصی او به دانشگاه آمریکایی قاهره رسید.
در دانشگاه قاهره آغاز به کار کرد و رئیس مدرسه معماری دانشگاه این شهر بود. همواره تلاش می‌کرد تا شیوه ساختمان‌سازی سنتی فراموش شده را به ویژه در مناطق روستایی مصر، که مراحل اولیه توسعه را طی می‌کردند، به روش بازسازی مجدداً احیا کند. وی کاربری روش‌های پرهزینه وارداتی را صرفاً هنگامی به کار می‌برد که از راه حل‌های شیوه‌های سنتی ثمربخش‌تر می‌نمود. از این رو الگویی ارائه داد که در سطح جهانی مورد قبول قرار گرفت.
یکی از مشهورترین کارهای او روستای قرنه جدید در نزدیک اُقصُر است که تماماً از خشت خام ساخته شده‌است. حسن فتحی مسئول تهیه طرحی جهت جابجایی روستای قُرنه از طرف اداره باستان‌شناسی قاهره می‌شود. در این جابجایی فتحی از شیوه‌های قدیمی ساخت و ساز بهره گرفت.